# Otto Staudinger
Otto Staudinger (2. května 1830, Groß Wüstenfelde u Teterowa, Meklenbursko – 13. října 1900, Lucern, Švýcarsko) byl německý entomolog a majitel drážďanské firmy Staudinger & Bang-Haas, která obchodovala s hmyzem.
Podle zásad, které stanovil, se v té době řídila celá moderní entomologie. Z jeho zásad vycházeli například: Roger Verity, Adalbert Seitz nebo Arnold Spuler.

## Staudinger & Bang-Haas
V Drážďanech Otto Staudinger založil firmu obchodující s hmyzem. Později se stal spolumajitelem firmy i jeho zeť, dánský entomolog Andreas Bang-Haas a podnik dostal jméno Staudinger & Bang-Haas. Po nich převzal vedení Staudingerův vnuk Otto Bang-Haas, po jehož smrti firma zanikla. V roce 1945 byly při kobercových náletech spojenců na německá města sklady firmy zničeny. Zachovala se pouze Staudingerova sbírka motýlů.
Během svého živaota podnikl ale i pořádal velké množství entomologických expedic.
Otto Staudinger zemřel při ozdravném pobytu v Lucernu, je pohřben na drážďanském hřbitově Johannisfriedhof.